# Гранит
Гранит је дубинска магматска стена, из групе киселих магматских стена које имају грануларну и фанеритну текстуру. Гранити могу бити претежно беле, ружичасте или сиве боје, у зависности од њихове минералогије. Широко је распрострањен у Земљиној кори. Настао је хлађењем и учвршћењем ужарене магме у унутрашњости Земље. Строго гледано, гранит је еруптивна стена са између 20% и 60% кварца по запремини, и бар 35% од укупног фелдспата се састоји од алкалног фелдспата, мада се обично термин графит користи за шири опсег грубо-зрнастих еруптивних стена које се састоје од кварца и фелдспата. Један је од најтврђих материјала. Пошто је чврст и отпоран материјал често се користи у грађевинарству. Стари Египћани су га користили за изградњу обелиска. Просечна густина гранита је 2750 килограма по метру кубном. Реч гранит долази од латинске речи granum, која значи зрно. За разлику од других магматских стена гранит није нађен на Месецу.
Термин „гранитни” се односи на гранит и групу сродних магматских стена са сличним текстурама и малим варијацијама у саставу и пореклу. Те стене се углавном састоје од минерала фелдспата, кварца, лискуна, и амфибола, који формирају испреплетану, донекле еквигрануларну матрицу од фелдспата и кварца са расутим тамнијим биотитом лискуна и амфибола (често хорнбленда) распрснутим међу минералима светлије боје. Повремено су неки појединачни кристали (фенокристали) већи од основне масе, у ком случају је текстура позната као порфиритна. Гранитна стена са порфиритном структуром је позната као гранитни порфир. Гранитоид је општи, описни термин овог поља за светлије обојене, грубозрне магматске стене. Петрографско испитивање је неопходно за идентификацију специфичних типова гранитоида. Екструзивни магматски камени еквивалент гранита је риолит.
Гранит је скоро увек масиван (тј. недостаје му унутрашња структура), тврд и жилав. Ове особине су учиниле гранит нашироко кориштеним грађевинским каменом кроз људску историју. Просечна густина гранита је између 2,65 и 2,75 g/cm3, његова компресивна јачина обично лежи изнад 200 MPa, и његова вискозност при STP је 3–6·1019 . Температура топљења сувог гранита на амбијенталном притиску је 1215–1260 °C; она је знатно умањена у присуству воде, на 650 °C при притиску од неколико kBar. Гранит има лошу свеукупну примарну пермеабилност, али јаку секундарну пермеабилност кроз пукотине и фрактуре, ако су оне присутне.

## Налазишта
Гранит чини велики део континенталних кора. Настао је у различитим временима историје Земље, од пре милијарду до неколико десетина милиона година. Најстарије гранитне стене налазе се у Шведској, Британији и Аризони. Широко је распрострањен у земљиној кори и најчешћа је основа испод седиментних стена. Често чине огромне неправилне масе, батолите. Иако је широко распрострањен постоје подручја са комерцијално вредним каменоломима гранита:
- Скандинавија, тј. Финска, Норвешка и Шведска
- Шпанија, највише у Галицији и Екстрамадури
- Бразил
- Индија
- јужни део Африке, тј. Ангола, Намибија, Зимбабве, Јужна Африка

- Azul Noce (Spain)
- Bianco Tarn (France)
- Meissen (Germany)
- Flossenbürg (Germany)
- Bohus Röd (Sweden)

## Порекло
Гранит је магматска стена и формирана је из магме. Настала је на дубини, није стена настала изливом магме на површину него унутар земљине коре. Обично се то дешавало на дубинама од 1,5 до 50 km. Долазило је до кристализације из магме на дубини и мешања са другим стенама. Хемијски састав гранита одражава различиту хемијску структуру стене од које је магма из које је настао гранит. Када настану одређени услови унутар површине настаје гранит. Понекад образује мала дубинска (интрузивна) тела, али познатији је по великим неправилним масама званим батолити, за које не знамо докле сежу у дубину. Површина батолита може бити до десетака хиљада квадратних километара. Батолит Кост Рејнџ у Британској Колумбији је дужине 2000 km и ширине 200 km. 

## Употреба
Црвена пирамида у Египту из 26. века п. н. е. добила је име по изложеним бојама гранитне површине. Трећа је пирамида по висини у Египту. Менкаурова пирамида је грађена помоћу кречњака и гранитних блокова. Кеопсова пирамида има велики гранитни саркофаг. Сви обелисци старог Египта рађени су од гранита из Асуана, где је најстарији каменолом на свету. Како су Египћани секли тврди гранит није баш јасно.
Многи хинду храмови у јужној Индији грађени су од гранита. Највише су грађени у 11. веку у доба краља Раџараџе Чоле I.
Гранит се може углачати до високог сјаја, због тога је естетски јако прихватљив материјал. Гранит се данас много користи као подни камен у јавним и комерцијалним зградама и споменицима. Појавом киселих киша гранит је постао погоднији од мрамора, јер је издржљивији. Често се користи у кухињама као горња површина на којој се ради, а свег због својства гранита да је јако трајан материјал са лепим естетским изгледом.
Користи се и за камене коцке и ивичњаке на цестама, за облагање тунела, за постоља споменика.

## Старење
Физичко старење се јавља на великим размерама у облику површинских ексфолијација, које су резултат гранитног ширења и пуцања при ослобађању притиска, након чега покровни слој материјала бива уклоњен ерозијом и другим процесима.
Хемијско старење гранита се јавља кад разблажена угљенична киселина, и друге киселине присутне у киши и површинским водама, мењају фелдспат путем процеса званог хидролиза. Као што је показано у следећој реакцији, то узрокује да се из калијум Фелдспата формира каолинит, са јонима калијума, бикарбоната, и силике у раствору као нуспроизводи. Крајњи производ распада гранита је грус, који се обично састоји од крупнозрних фрагмената од дисинтегрисаног гранита.
Климатске варијације исто тако утичу на степен деградације гранита. Током око две хиљаде година, рељеф је угравиран на обелиску Клеопатрина игла је опстао у сувим условима његове почетне локације, пре него што је пренет у Лондон. Током наредних две стотине година, стање црвеног гранита се драстично погоршало у тамошњем влажном и загађеном ваздуху.
Развој тла на граниту одражава висок садржај кварца у овом камену и недостатак расположивих база, при чему нискобазни статус предиспонира тло за ацидификацију и подзолацију у хладним влажним климама пошто кварц који је отпоран на деградацију даје пуно песка. Фелдспати се исто тако полако деградирају у хладним климатским условима, дозвољавајући песку да доминира фракцијом ситнозрнасте земље. У топлим влажним регионима, деградација фелдспата као што је горе описана је убрзана што омогућава формирање знатно веће пропорције глине при чему су цесилне серије тла типичан пример консеквентне велике групе утисолних тла.

## Радиоактивност
Гранит у извесној мери садржи радиоактивне елементе. Калијум-40 је радиоактивни изотоп слабе емисије, који је састојак је алкалног фелдспата, уобичајене компоненте гранитних стена, при чему је у већој мери заступљен у алкалним фелдспатним гранитима и сијенитима. Гранит садржи уранијум у износу од око 10 до 20 делова на милион. С друге стране црни гранит има уранијума 1 до 5 делова на милион, што отприлике одговара кречњаку и седиментним стенама.
Гранит представља потенцијални ризик због радиоактивности, јер се уранијум распада, ствара се гас радон, али највећу опасност представљају алфа честице, које се вежу са прашином. Таква прашина задржавајући се у плућима повећава опасност појаве рака. Ипак у већини случајева гранит је подједнако опасан као и било која друга стена, односно његово зрачење је на нивоу природне дозе зрачења. Један број гранита има повећан садржај уранијума и такви гранити представљају потенцијалну опасност.
Многи велики гранитни плутони су извор за палеоканалске или фронтално ваљане депозите руде уранијума, где се уранијум испира у седименте из гранитних брда и повезаних, често високо радиоактивних пегматита. Подруми и сутерени уграђени у тло преко гранита могу постати замке за гас радон, који се формира распадом уранијума. Гас радон представља значајан здравствени проблем и он је други по реду узрочник рака плућа у САД након пушења дувана. Торијум се јавља у свим гранитима. Познато је да је конвеј гранит релативно богат торијумом, са концентрацијама од 56±6 ppm.
Постоји извесна забринутост да неки гранити који се продају као пултови или грађевински материјал могу да буду опасни по здравље. Дан Стек са Сент Џоновог универзитета је изјавио да око 5% свог гранита је предмет забринутости, уз упозорење да је тестиран само мали проценат од десетина хиљада типова гранитних плоча. Различити ресурси националних организација за геолошка истраживања доступни су на мрежи како би се помогло у процени фактора ризика у гранитној земљи порекла и правила дизајна, која се посебно односе на спречавање накупљања гаса радона у затвореним подрумима и становима.

## Минерални састав
Гранит се класификује према количини кварца, фелдспата и биотита. Гранит је интрузивна (дубинска) магматска стена, дакле настаје унутар Земље. Његов еквивалент по саставу је риолит, који настаје као изливна стена на површи. Настаје хлађењем и учвршћењем магме у унутрашњости Земље.
Гранит се највећим делом састоји од три врсте минерала, а то су 
- кварц,
- фелдспат и
- биотит

Постоје и други, али су ређи (циркон, турмалин, гранат, хематит...). Гранит је веома лепих боја, од светло ружичасте, црвенкасте све до сиве.
Хемијски састав је следећи:
- SiO2 – 72.04%
- Al2O3 – 14.42%
- K2O – 4.12%
- Na2O – 3.69%
- CaO – 1.82%
- FeO – 1.68%
- Fe2O3 – 1.22%
- MgO – 0.71%
- TiO2 – 0.30%
- P2O5 – 0.12%
- MnO – 0.05%